# Girolamo Siciolante da Sermoneta

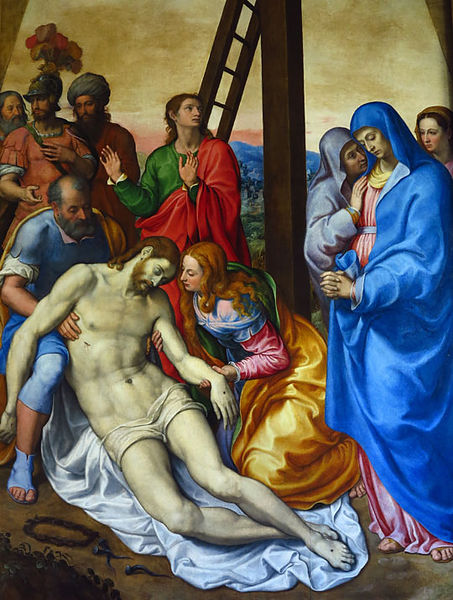
Descendiment, Museu Fitzwilliam Cambridge

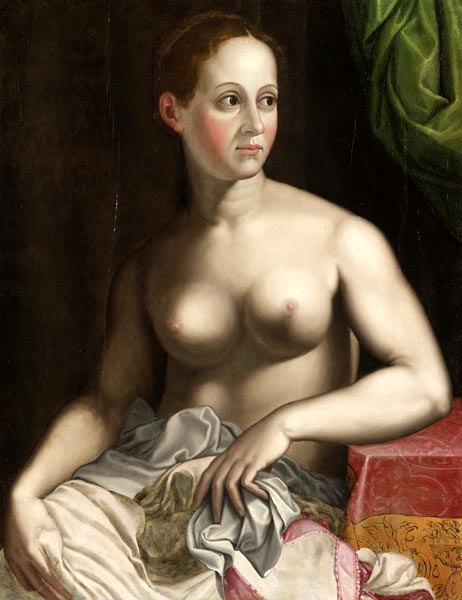
Nu femení, Museu de Belles Arts de Budapest.

Girolamo Siciolante (Sermoneta, 1521 - Roma, 1575) va ser un pintor manierista italià.

## Biografia
Va començar la seva carrera com aprenent de Leonardo da Pistoia. Tanmateix, l'obra més primerenca que coneixem de la seva mà el Retaule de Valvisciolo, ara al Palazzo Caetani de Roma, no revela cap influència d'aquest arcaic mestre. Al contrari, ja ens mostra a Siciolante com un pintor que ha assimilat plenament el manierisme avançat que, aleshores, es practicava a Roma.
Els següents anys els va passar treballant a Roma i l'Emilia. Va entrar al servei de Perino del Vaga, que li va ser útil per aprofundir en el seu coneixement del manierisme. Entre 1545-46 va viure a Piacenza, on va poder conèixer l'obra de Parmigianino i Mazzola Bedoli. La seva Sagrada Família amb sant Miquel arcàngel constitueix una bona fusió de les dues grans escoles manieristes: la romana més propera a Perino i l'escola de Parma.
Encara que la seva tècnica manierista era depurada, no l'ho era el seu temperament, que li fa més proper al classicisme de Rafael o Miquel Àngel. La seva Pietà (Museu de Poznan) és quasi una versió literal de l'obra homònima de Sebastiano del Piombo.
Cap a 1548, Siciolante va treballar a Bolonya, on va poder donar curs al seu rafaelisme, que allà era més fort inclòs que a Roma. La seva Mare de Déu amb sis sants pretén emular aquests ideals, però el resultat s'acosta massa a l'esquematisme de Giulio Romano, amb figures excessivament rígides i una estructura geomètrica de l'obra que li dona un aspecte quasi arcaic.
La fase final de la seva carrera és una mica incoherent. A moments d'un naturalisme patent i continuen d'altres en què el manierisme s'imposa. En general, se'l pot vincular al que s'ha vingut en anomenar contramaniera, representat a Roma per artistes com Scipione Pulzone.
Característic de l'art de Siciolante és el seu vistós cromatisme: sap combinar amb gran talent bonics rosats amb grocs i vibrants blaus.

## Obres destacades
- Mare de Déu ambl'Infant i els sants Pere, Esteve i Joan Baptista (Retaule de Valvisciolo) (1541, Palazzo Caetani, Roma)
- Anunciació (església dels Caputxins)
- Sagrada Família amb sant Miquel arcàngel (Galleria Nazionale, Parma)
- Pietà (Museu de Poznan)
- Mare de Déu amb sis sants (1548, San Martino Maggiore, Bolonya)
- Baptisme de Clodoveu (1548-49, San Luigi dei Francesi, Roma)
- Escenes de la Vida de Maria (1551, Santa Maria Maria dell'Anima, Roma), cicle de frescs
- Sagrada Família (Museu de Belles Arts de Budapest)
- Descendiment (Museu Fitzwilliam, Cambridge)
- Vida de Maria (1565, San Tommaso dei Cenci, Roma)
- Crucifixió (c. 1560, Basílica de Sant Joan del Laterà, Roma)
- Martiri de Santa Caterina (1568, Basílica de Santa Maria Major, Roma)